# Sérovar
 (novembre 2022).
Si vous disposez d'ouvrages ou d'articles de référence ou si vous connaissez des sites web de qualité traitant du thème abordé ici, merci de compléter l'article en donnant les références utiles à sa vérifiabilité et en les liant à la section « Notes et références ».
En biologie, le mot sérovar (ou serovar, également appelé sérotype ou serotype) désigne une propriété antigénique permettant d'identifier une cellule (bactéries, globule rouge, etc.) ou un virus par des méthodes sérologiques. La technique est souvent appelée le sérogroupage ou sérotypage.
Autrement dit, c'est le nom donné à la variété sérologique correspondant à une espèce (bactérie, virus.) et la manière de nommer les subdivisions taxonomiques (de classement) de micro-organismes sur la base des caractéristiques de leur antigène ou protéines.
Les sérotypes ont été découverts par la microbiologiste américaine Rebecca Lancefield en 1933.